# Actopan, Veracruz
Actopan là một đô thị thuộc bang Veracruz, México. Năm 2005, dân số của đô thị này là 37867 người.